# Mohammad Hadi Saravi
Mohammad Hadi Abdollah Saravi (in persiano محمدهادی ساروی‎; Amol, 6 gennaio 1999) è un lottatore iraniano, specializzato nella lotta greco-romana.

## Biografia

Mohammad Hadi Saravi durante la cerimonia di premiazione dei Giochi olimpici estivi di.

Si è affermato a livello giovanile vincendo l'oro ai campionati asiatici juonior e ai mondiali junior del 2018. L'anno successivo ha vinto l'oro agli asiatici e il bronzo mondiale nelle categorie under 23.
Si è laureato campione continentale ai campionati asiatici di Nuova Delhi 2020 ed ha vinto il bronzo alla Coppa del mondo individuale di Belgrado.
Ha rappresentato l'Iran ai Giochi olimpici estivi di Tokyo 2020, dove ha vinto la medaglia di bronzo nel torneo dei -97 kg, in cui è stato estromesso dal tabellone principale in semifinale dall'armeno Art'our Aleksanyan. Nella finale per il terzo posto ha superato il finlandese Arvi Savolainen. Ai mondiali di Oslo 2021 è divenuto campione del mondo, dopo aver superato l'ungherese Alex Szőke in finale.
Ha fatto la sua seconda apparizione olimpica a Parigi 2024, dove ha vinto il torneo dei -97 kg, superando nell'ordine lo statunitense Joe Rau agli ottavi, il kirghiso Uzur Dzhuzupbekov ai quarti, l'egiziano Mohamed Gabr in semifinale e l'armeno Art'our Aleksanyan in finale.

## Palmarès
| Anno | Manifestazione             | Sede        | Evento | Risultato | Note |
| ---- | -------------------------- | ----------- | ------ | --------- | ---- |
| 2018 | Campionati asiatici junior | Nuova Delhi | 87 kg  | Oro       |      |
| 2018 | Mondiali junior            | Trnava      | 87 kg  | Oro       |      |
| 2019 | Campionati asiatici U23    | Ulan Bator  | 87 kg  | Oro       |      |
| 2019 | Mondiali                   | Nur-Sultan  | 97 kg  | 7º        |      |
| 2019 | Mondiali U23               | Budapest    | 97 kg  | Bronzo    |      |
| 2020 | Campionati asiatici        | Nuova Delhi | 97 kg  | Oro       |      |
| 2021 | Giochi olimpici            | Tokyo       | 97 kg  | Bronzo    |      |
| 2021 | Mondiali                   | Oslo        | 97 kg  | Oro       |      |
| 2022 | Mondiali                   | Belgrado    | 97 kg  | Bronzo    |      |
| 2023 | Mondiali                   | Belgrado    | 97 kg  | Bronzo    |      |
| 2023 | Giochi asiatici            | Hangzhou    | 97 kg  | Oro       |      |
| 2024 | Campionati asiatici        | Biškek      | 97 kg  | Oro       |      |
| 2024 | Giochi olimpici            | Parigi      | 97 kg  | Oro       |      |

## Altre competizioni internazionali
2020
- Bronzo nei 97 kg nella Coppa del mondo individuale ( Belgrado)

2021
- Oro nei 97 kg nel Torneo di qualificazione olimpica ( Almaty)